# لونا 17
لونا 17 (بالإنجليزية: Luna 17)‏ كانت بعثة فضاء سوفيتية غير مأهولة أطلقت نحو القمر في 10 نوفمبر 1970 كجزء من برنامج لونا، دخلت المدار القمري في 15 نوفمبر 1970 وحطت بنجاح على سطح القمر في منطقة تسمى «بحر الأمطار».